# Heoclisis tillyardi
Heoclisis tillyardi is een insect uit de familie van de mierenleeuwen (Myrmeleontidae), die tot de orde netvleugeligen (Neuroptera) behoort. 
Heoclisis tillyardi is voor het eerst wetenschappelijk beschreven door Kimmins in 1939.